# Isabella Holland
Isabella Holland (* 2. Januar 1992 in Brisbane) ist eine ehemalige australische Tennisspielerin.

## Karriere
Holland begann im Alter von sieben Jahren mit dem Tennissport. Sie spielt hauptsächlich auf dem ITF Women’s Circuit, auf dem sie bislang zwei Einzel- und drei Doppeltitel gewann. 2008 erreichte sie das Finale in der Doppelkonkurrenz der Juniorinnen von Wimbledon.
Für die Australian Open erhielt sie 2009 und 2012 eine Wildcard, musste sich aber jeweils in der ersten Runde geschlagen geben. Bei den WTA-Turnieren in Brisbane (2009) und Sydney (2012) kam sie ebenfalls nicht über die erste Runde hinaus.
Holland hat ihr letztes Profiturnier im März 2015 bestritten und wird seit Januar 2016 nicht mehr in den Weltranglisten geführt.

## Turniersiege

### Einzel
| Nr. | Datum              | Turnier   | Kategorie   | Belag     | Finalgegnerin    | Ergebnis       |
| --- | ------------------ | --------- | ----------- | --------- | ---------------- | -------------- |
| 1.  | 30. April 2011     | Qarshi    | ITF $25.000 | Hartplatz | Tetjana Arefyewa | 7:5, 6:4       |
| 2.  | 15. September 2013 | Toowoomba | ITF $15.000 | Hartplatz | Zuzana Zlochová  | 2:6, 7:66, 6:3 |

### Doppel
| Nr. | Datum              | Turnier    | Kategorie   | Belag     | Partnerin   | Finalgegnerinnen                | Ergebnis          |
| --- | ------------------ | ---------- | ----------- | --------- | ----------- | ------------------------------- | ----------------- |
| 1.  | 27. September 2009 | Darwin     | ITF $25.000 | Hartplatz | Sally Peers | Alenka Hubacek Jessy Rompies    | 6:4, 3:6, [10:4]  |
| 2.  | 30. Oktober 2011   | Port Pirie | ITF $25.000 | Hartplatz | Sally Peers | Monique Adamczak Bojana Bobusic | kampflos          |
| 3.  | 20. September 2013 | Cairns     | ITF $15.000 | Hartplatz | Sally Peers | Miyu Katō Yurina Koshino        | 7:62, 4:6, [10:7] |

## Abschneiden bei Grand-Slam-Turnieren

### Einzel
| Turnier         | 2009 | 2010 | 2011 | 2012 | Karriere |
| --------------- | ---- | ---- | ---- | ---- | -------- |
| Australian Open | 1    | —    | —    | 1    | 1        |

### Doppel
| Turnier         | 2009 | 2010 | 2011 | 2012 | Karriere |
| --------------- | ---- | ---- | ---- | ---- | -------- |
| Australian Open | 1    | —    | 1    | 1    | 1        |